# (15293) 1991 VO3
(15293) 1991 VO3 là một tiểu hành tinh vành đai chính. Nó được phát hiện bởi Seiji Ueda và Hiroshi Kaneda ở Kushiro, Hokkaidō, Nhật Bản, ngày 4 tháng 11 năm 1991.